# Pereskia portulacifolia
Pereskia portulacifolia là một loài thực vật có hoa trong họ Cactaceae. Loài này được (L.) DC. mô tả khoa học đầu tiên năm 1828.